# Amélie Moser

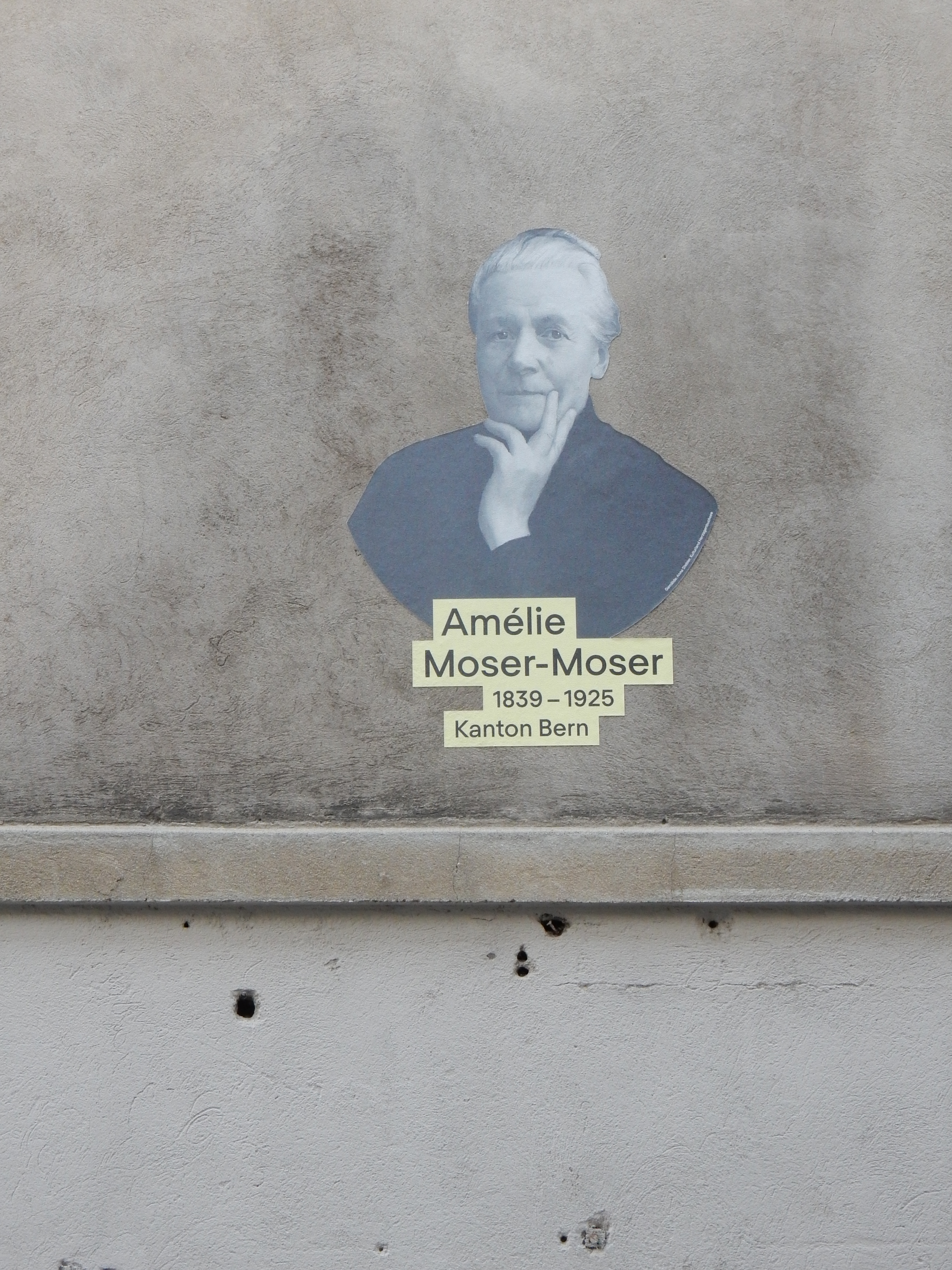
Amélie Moser-Moser (hommage2021.ch)

Amélie Moser-Moser (* 20. Juni 1839 in Herzogenbuchsee; † 25. März 1925 ebenda; reformiert, heimatberechtigt in Herzogenbuchsee) war eine Schweizer Sozialpolitikerin sowie Vorkämpferin für Volksgesundheit und Volksbildung.

## Leben
Amélie Moser wurde am 20. Juni 1839 in Herzogenbuchsee in eine wohlhabende Familie geboren. Sie war die Tochter des Landwirts und Unternehmers Samuel Friedrich Moser und der Verena Amalia geborene Gugelmann. Ihre Brüder waren der Politiker Emil Moser und der Eisenbahningenieur Robert Moser. 1868 heiratete Amélie Moser den Kaufmann Albert Moser und übersiedelte mit ihm nach Indonesien.

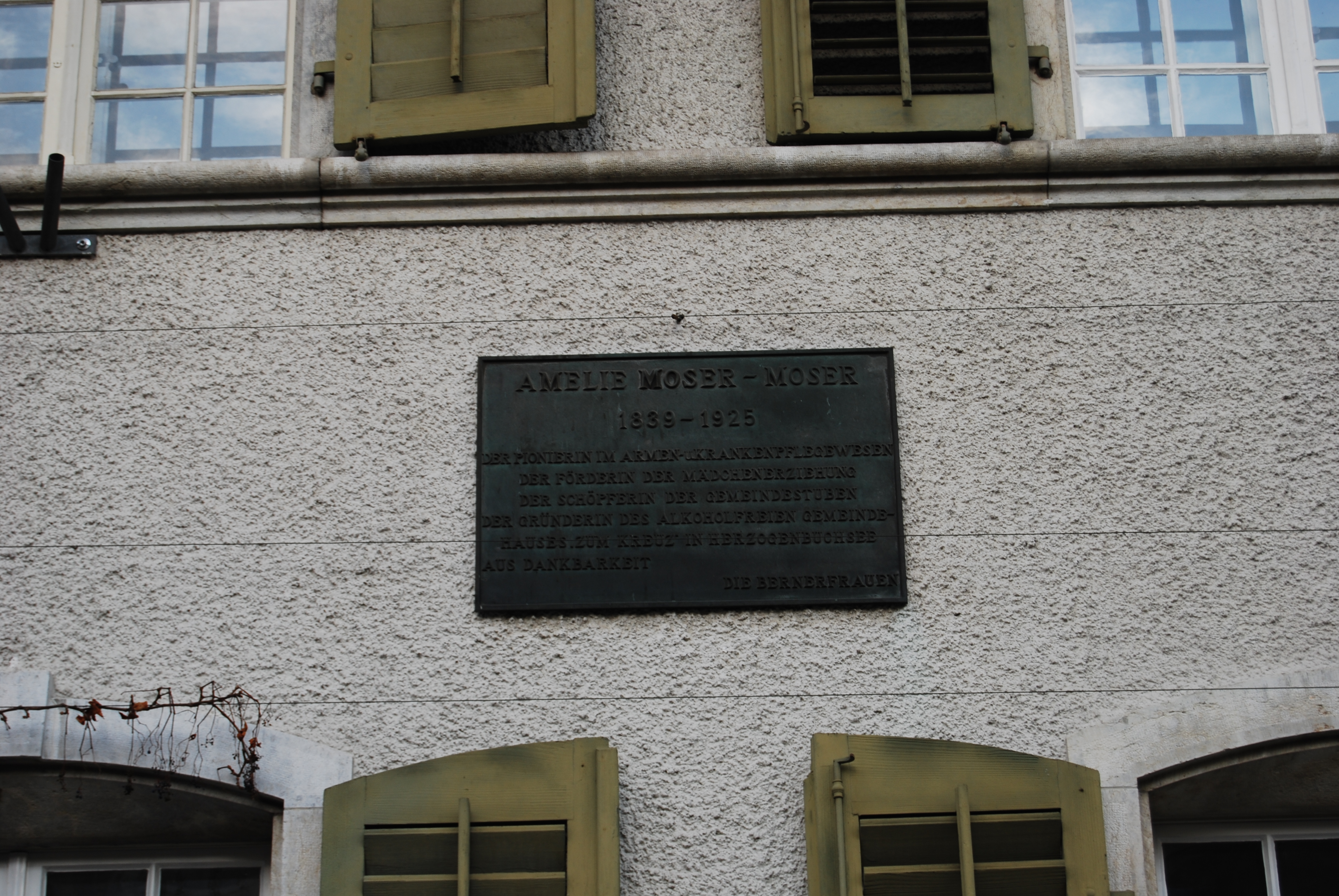
Gedenktafel für Amélie Moser am Gasthaus zum Kreuz in Herzogenbuchsee

Nach dem frühen Tod ihres Ehemanns im Jahr 1870, der in Batavia in Indonesien an Tropenfieber erkrankte, kehrte sie nach Herzogenbuchsee zurück, wo sie sich karitativer Tätigkeit und der Förderung des kulturellen Lebens widmete. Ebenfalls im Jahr 1870, bei Ausbruch des Deutsch-Französischen Krieges, gründete sie den Frauenverein Herzogenbuchsee, den sie bis 1925 präsidierte. Der Frauenverein engagierte sich in der Armenpflege. Mosers Pionierleistung war die Gründung der ersten alkoholfreien Gemeindestube der Schweiz, die 1891 im „Gasthof zum Kreuz“ in Herzogenbuchsee eröffnet wurde. In diesem alkoholfreien Gasthof wurden auch Koch- und Nähkurse angeboten und es entwickelte sich nach und nach eine Haushaltungsschule.
Moser war auch Vorkämpferin für Frauenrechte und stiftete in Herzogenbuchsee ein Krankenhaus und den Dorfbrunnen. Um 1920 war Albert Schweitzer bei ihr zu Gast und blieb mit ihr in Briefkontakt.
Amélie Moser verstarb am 25. März 1925 drei Monate vor Vollendung ihres 86. Lebensjahres in Herzogenbuchsee.